# Zmijovnice hadová
Zmijovnice hadová (Rauvolfia serpentina), jinak také zmijovnice hadí, zmijovice hadová, zmijovice plazivá, rauwolfie plazivá, indická škorpionka či americký hadí kořen, je druh vytrvalé, stálezelené, pro léčivé účely jak v tradiční, tak moderní medicíně užívané rostliny náležící čeledi toješťovité (Apocynaceae).

## Popis
Rostlina má formu neopadavého, vzpřímeně rostoucího, cca 1 m vysokého keře se štíhlým, většinou nevětveným kmínkem. Kořeny jsou barvou nažloutlé.
Tvarem elipsoidní či obvejčité listy jsou na 10–15 mm dlouhém řapíku uspořádány do přeslenů po třech až pěti, na povrchu jsou lesklé, hladké.
Hroznovitě rostoucí květy jsou štíhlé, trubičkovité, bílé až narůžovělé, se srostlým, oble laločnatým okvětím členěným do pěti lístků, pedicely i kalichy jsou výrazně červené. Kvetení probíhá od února do října.
Plodem jsou drobné, lesklé, černofialové bobule.

## Ekologie
Přirozeným habitatem tohoto druhu jsou vlhká, nížinná (do 1000 m n. m.), teplá (ideálně v rozmezí 22–30 °C) stanoviště - často deštné lesy - s úrodnou, dobře propustnou, kyselejší půdou.

## Rozšíření
Přirozeně se tento keř vyskytuje na území jižní a jihovýchodní Asie, konkrétně Bangladéše, Indie, Kambodže, Jávy, Laosu, Vietnamu, Myanmaru, Thajska, Nepálu, Malajsie, Srí Lanky a Indonésie. Pro farmaceutické účely je dnes komerčně pěstován kromě těchto států i v Číně.

## Galerie

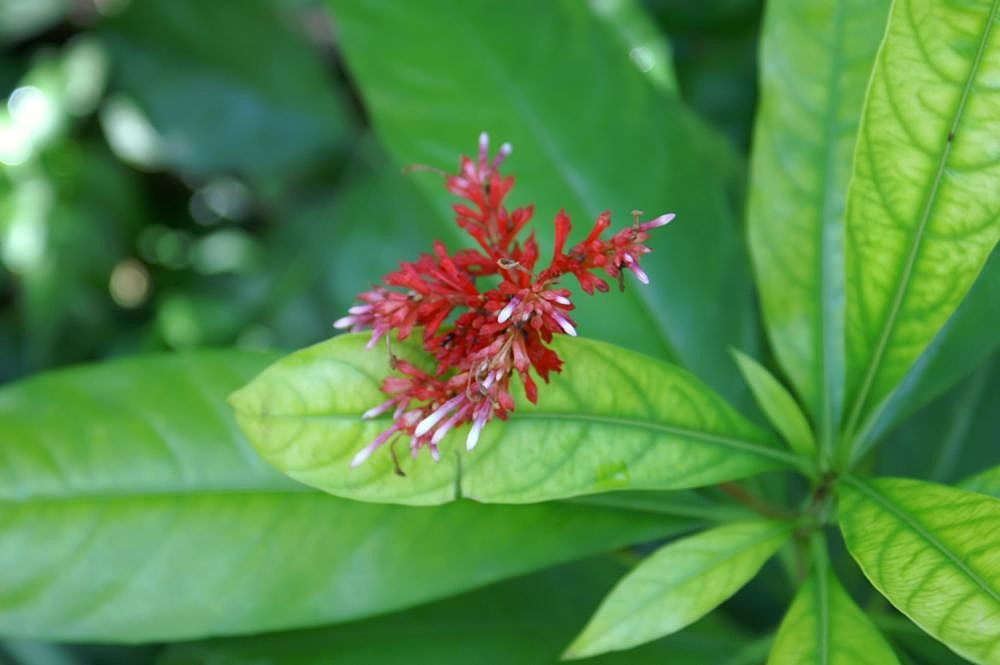
poupata
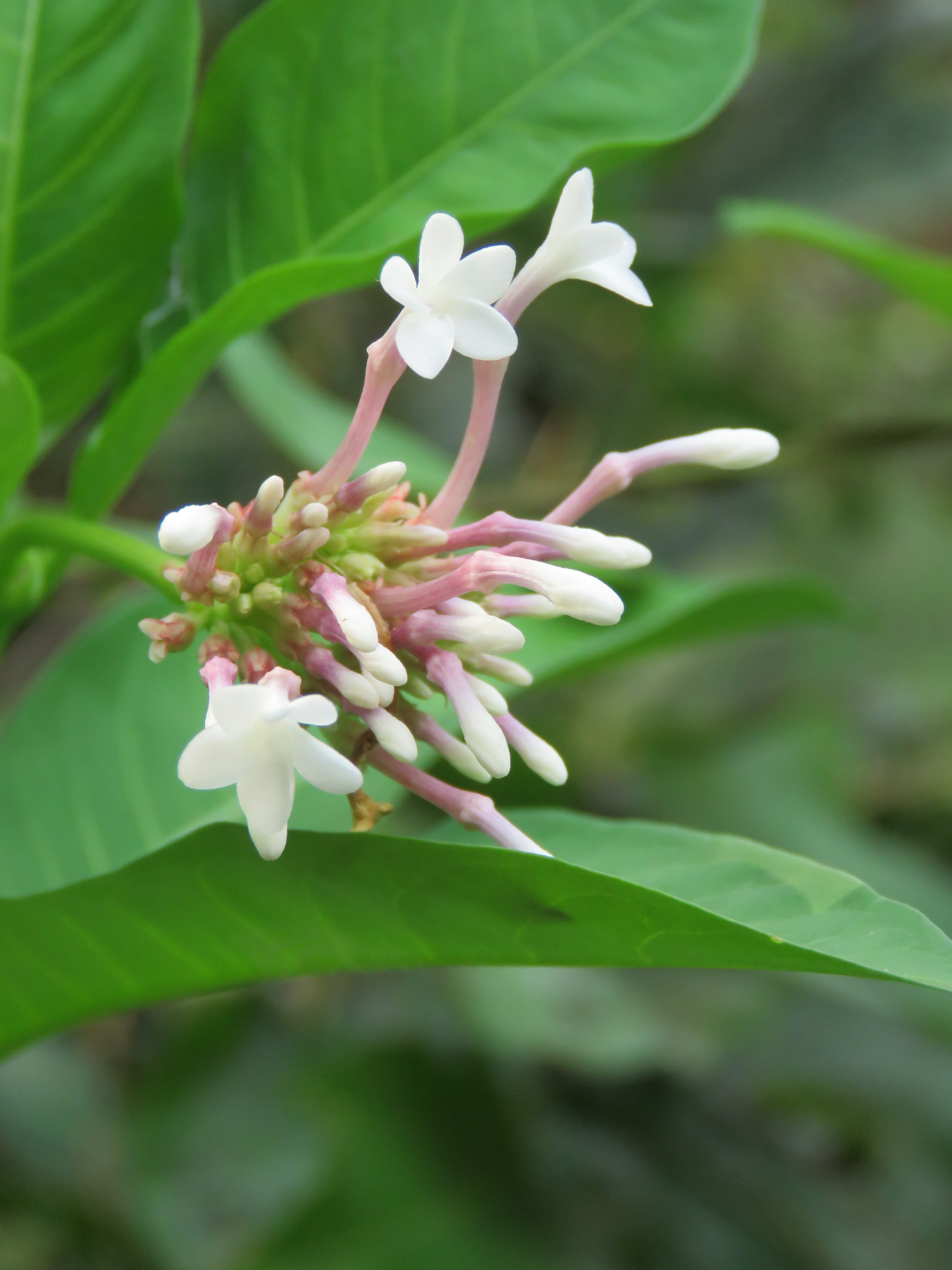
květy
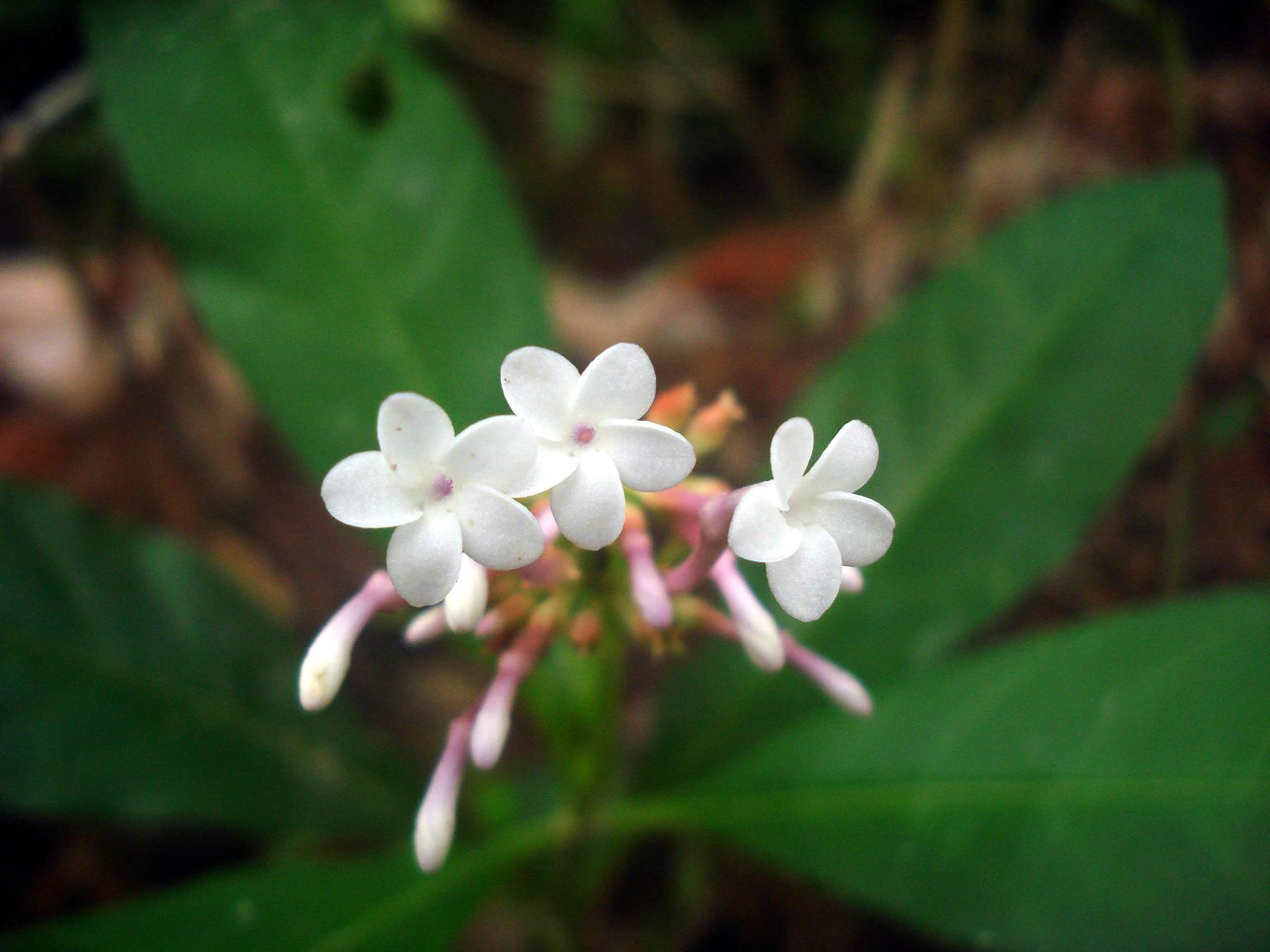
detail květů
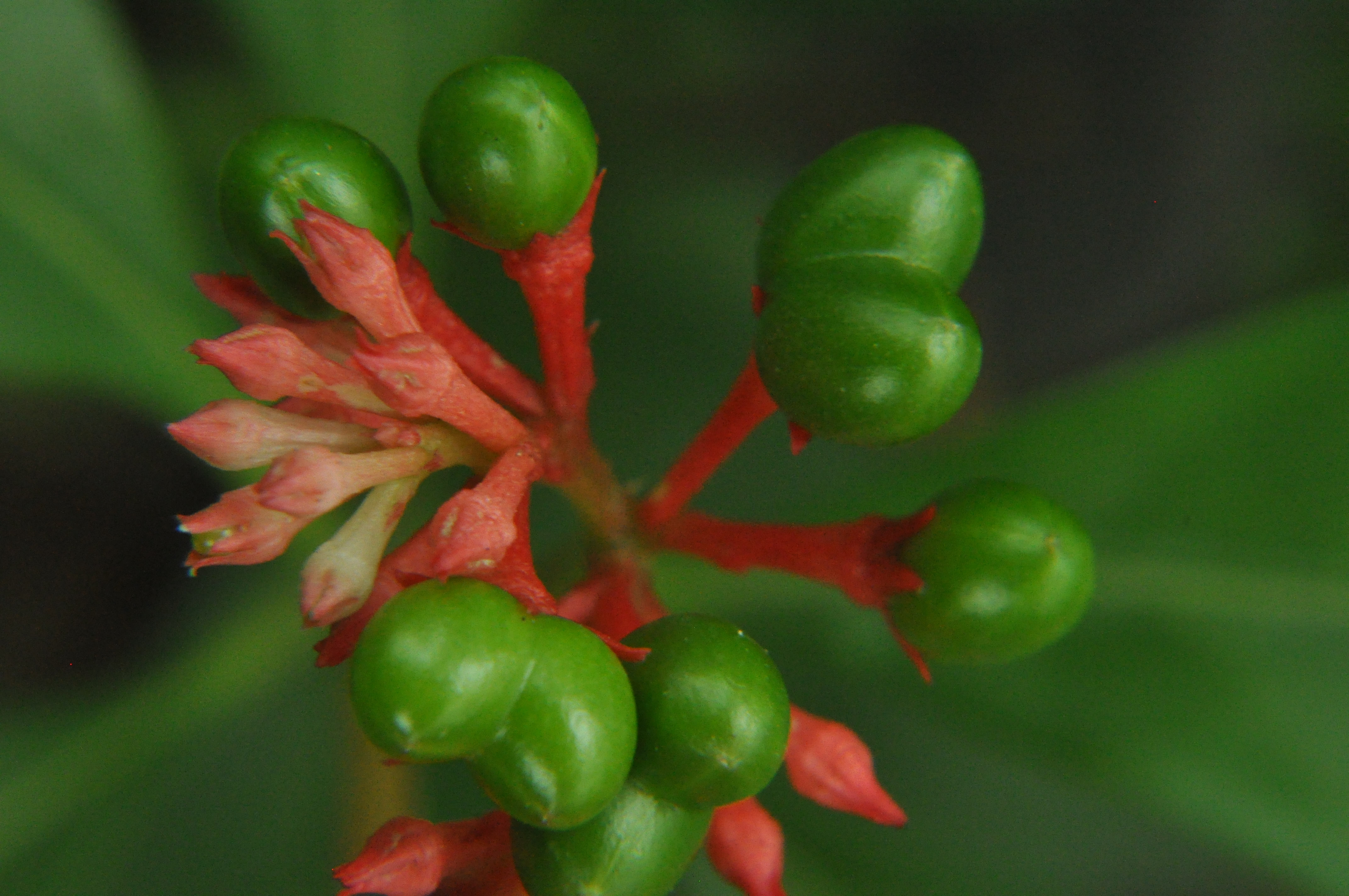
plody
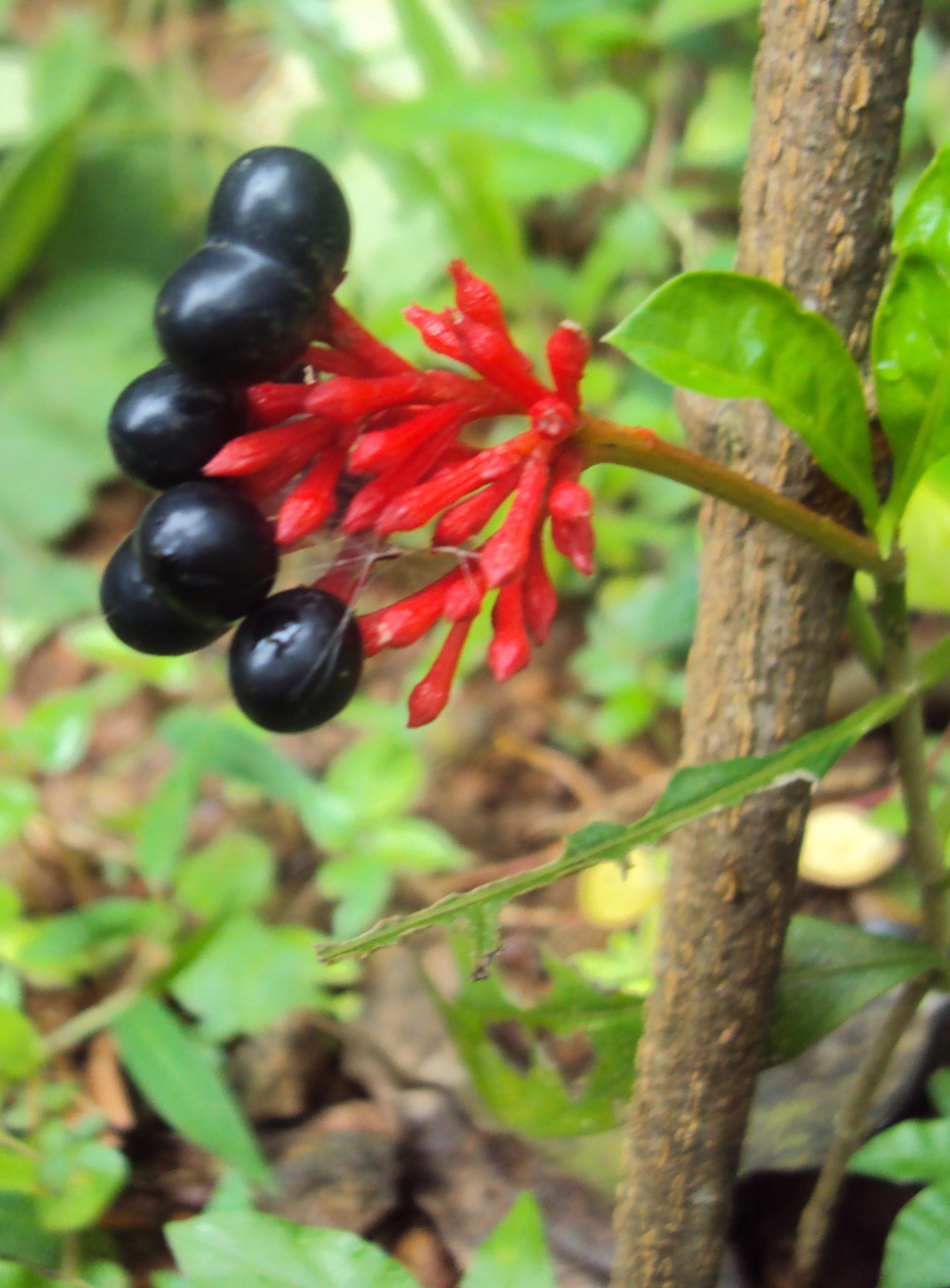
plody
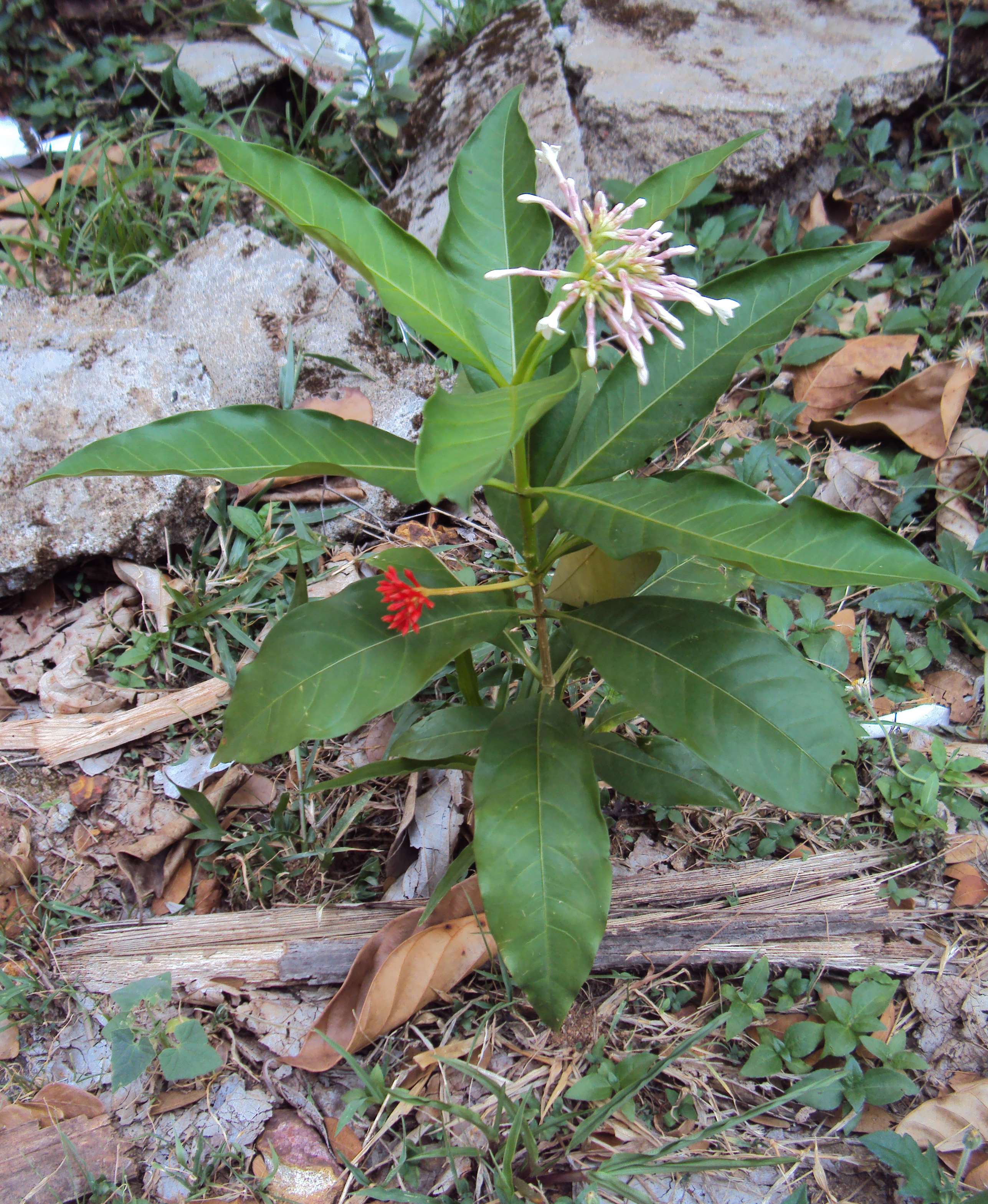
rostlina
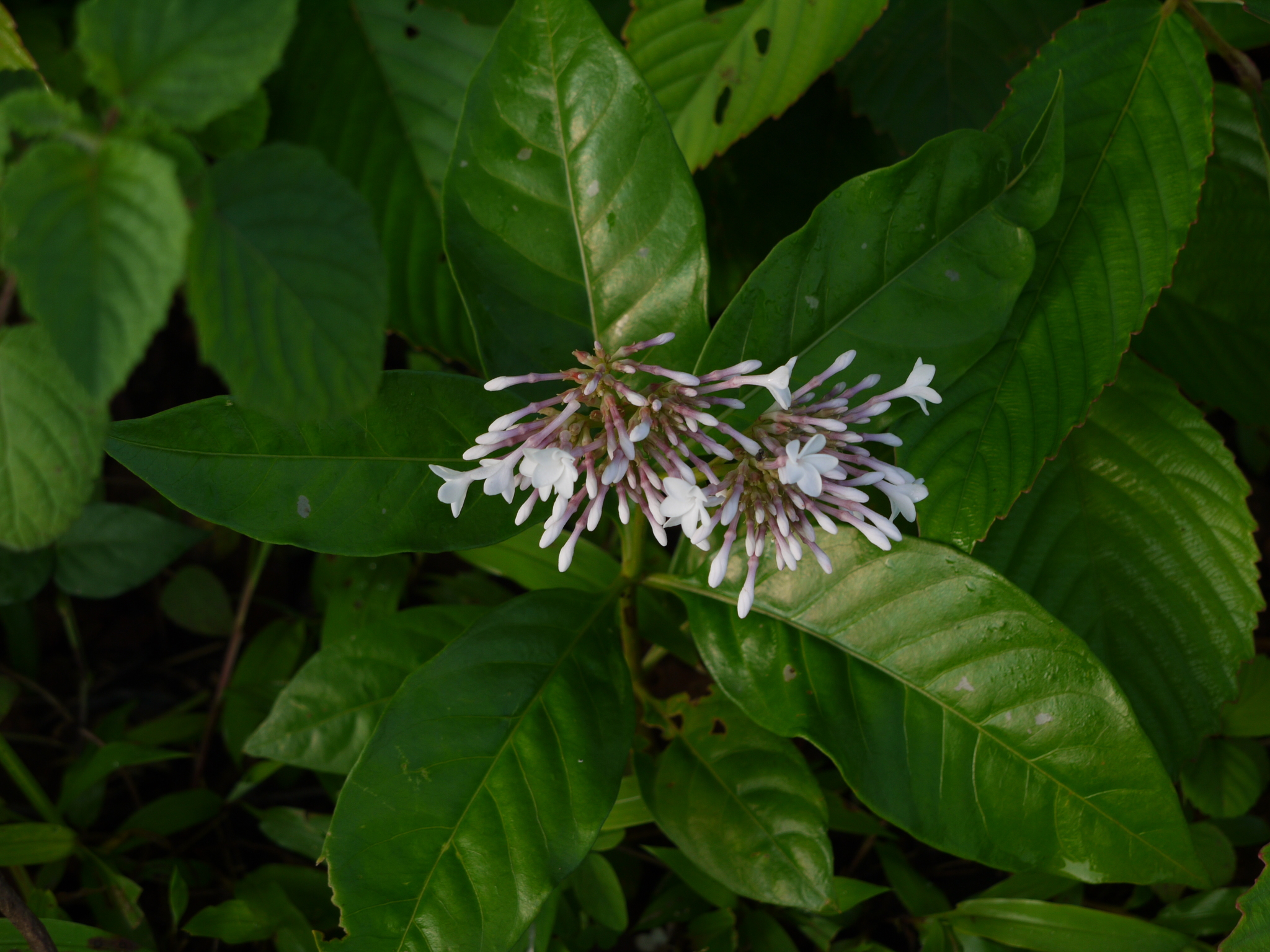
listy a květy
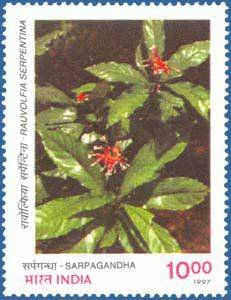
indická poštovní známka se zmijovnicí

## Význam a obsahové látky
Různé části rostliny, zejména pak sušený kořen a listy, jsou v tradiční ájurvédské medicíně užívány již přes 2000 let. Ceněna byla rostlina především pro své antihypertenzní (tlak snižující), neuroleptické, sedativní a dokonce halucinogenní účinky, což se uplatňovalo při meditacích.
Hlavní účinnou látkou drogy je alkaloid reserpin, který vykazuje inhibiční účinky v oblasti působení neurotransmiterů v mozku. Mimoto je v kořenech obsažena i řada dalších alkaloidů indolového charakteru (1-2,5 % v sušině), např. rauwolfin, yohimbin, ajmalin a jeho deriváty, sarpagin a raubasin, dále také různé silice a seprosterol.
Na trhu je extrakt kořene dostupný ve formě tablet, kapslí nebo tekutého extraktu. Jelikož může mít droga poměrně silné nežádoucí účinky, zahrnující závratě, nevolnost, problémy s trávením, náladovost či velmi silné deprese, mělo by se její užívání nejprve konzultovat s lékařem.